# Глебовское (Ярославский район)
Глебовское — деревня в Ярославском районе Ярославской области России. 
В рамках организации местного самоуправления входит в Кузнечихинское сельское поселение; в рамках административно-территориального устройства включается в Глебовский сельский округ в качестве его центра. 

## География
Расположен в 20 км к северу от центра города Ярославль, на автомобильной дороге Ярославль — Вологда.

## Население
| 2007 | 2010 |
| ---- | ---- |
| 1019 | ↘887 |

## Инфраструктура
ФАП (филиал Ярославской центральной районной больницы).

## Достопримечательности
- Мемориальный комплекс воинам-землякам Великой Отечественной войны[6].